# Heterolocha cinerea
Heterolocha cinerea là một loài bướm đêm trong họ Geometridae.